# Star 200
Star 200 – samochód ciężarowy, produkowany przez polską firmę FSC Star w Starachowicach w latach 1976-1994. Jest następcą modelu przejściowego Star 28/Star 29 i poprzednikiem Star 1142

## Historia i opis modelu

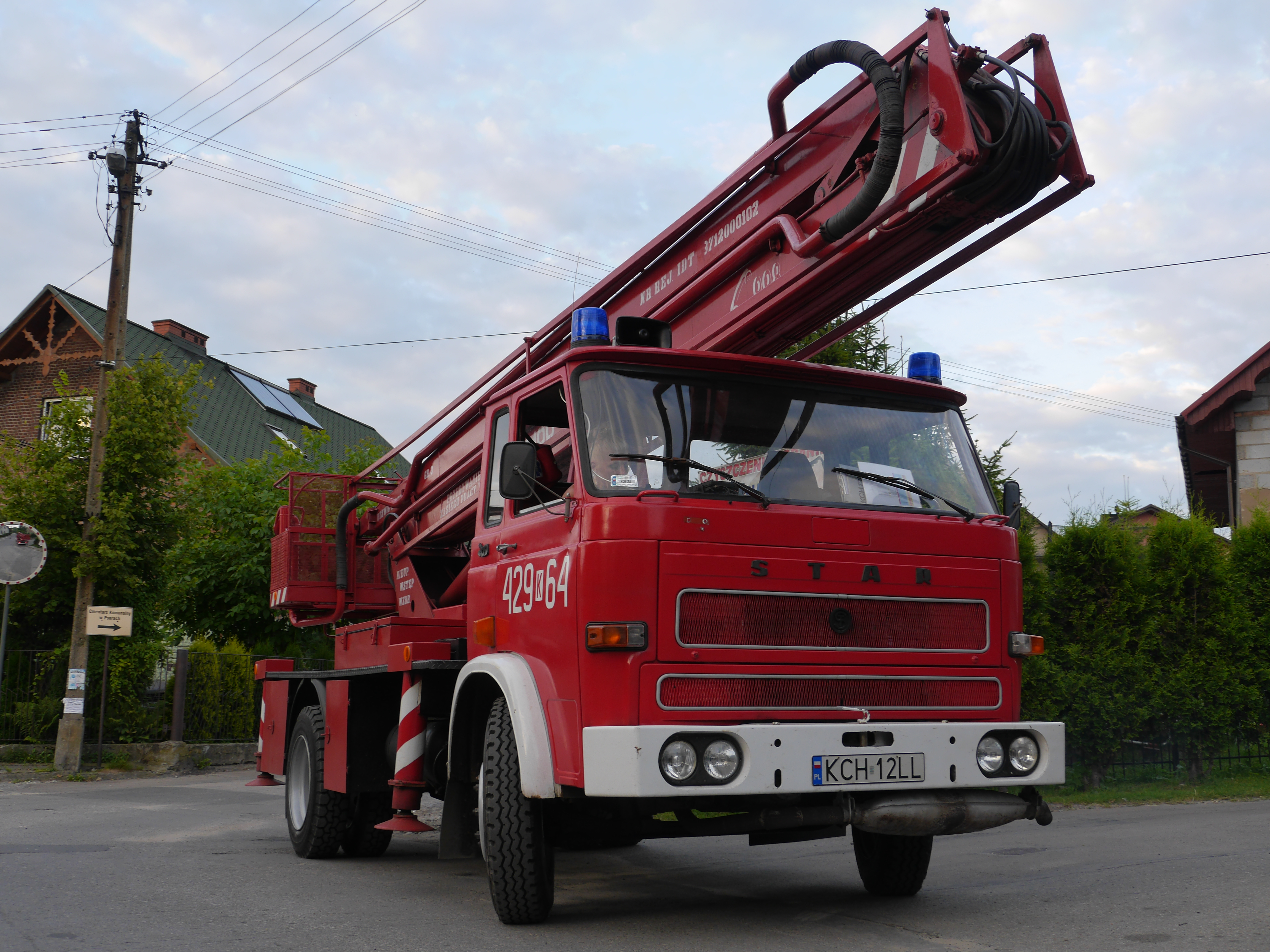
Star 200 jako wóz strażacki

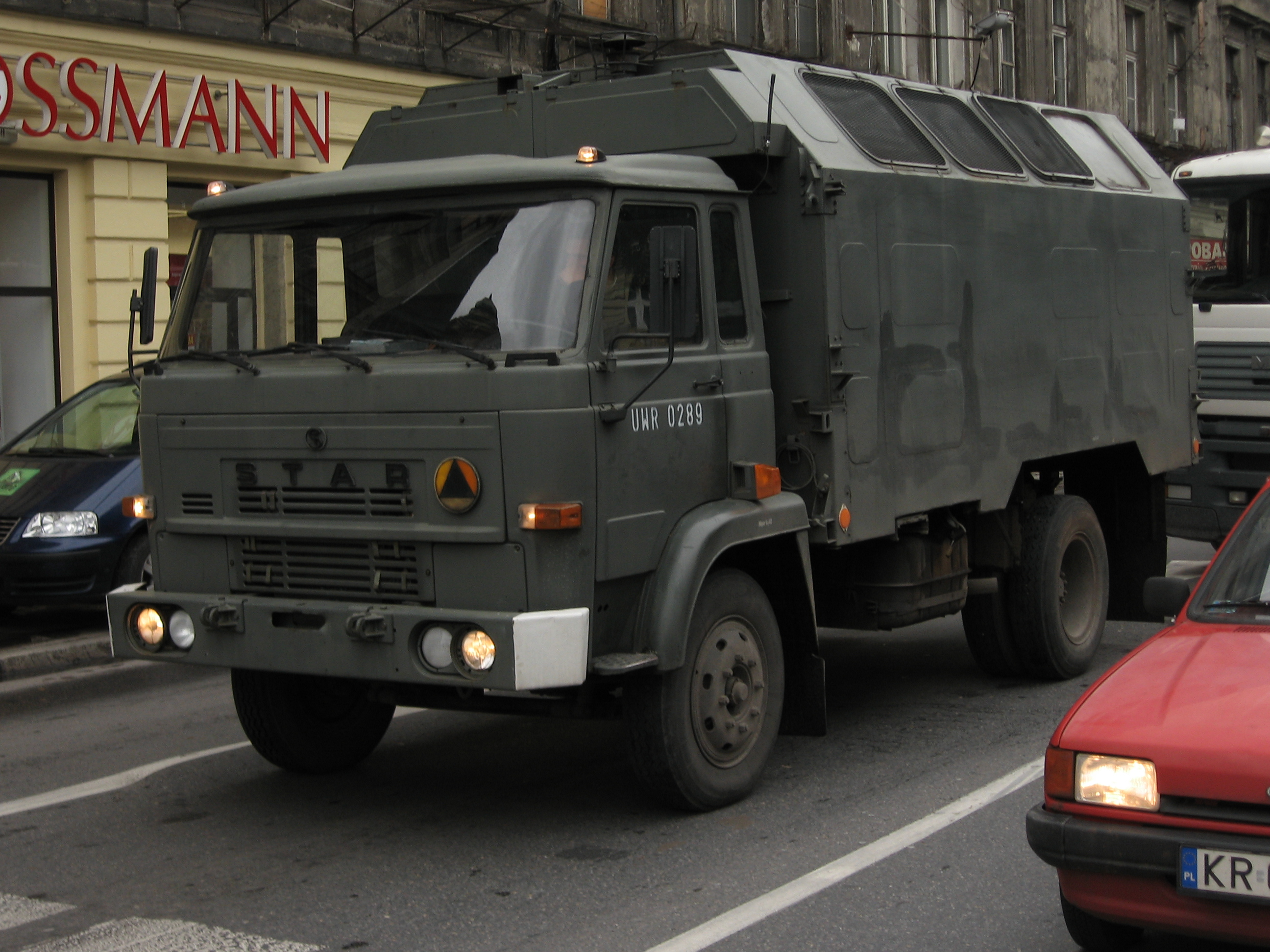
Star 200 w wersji wojskowej

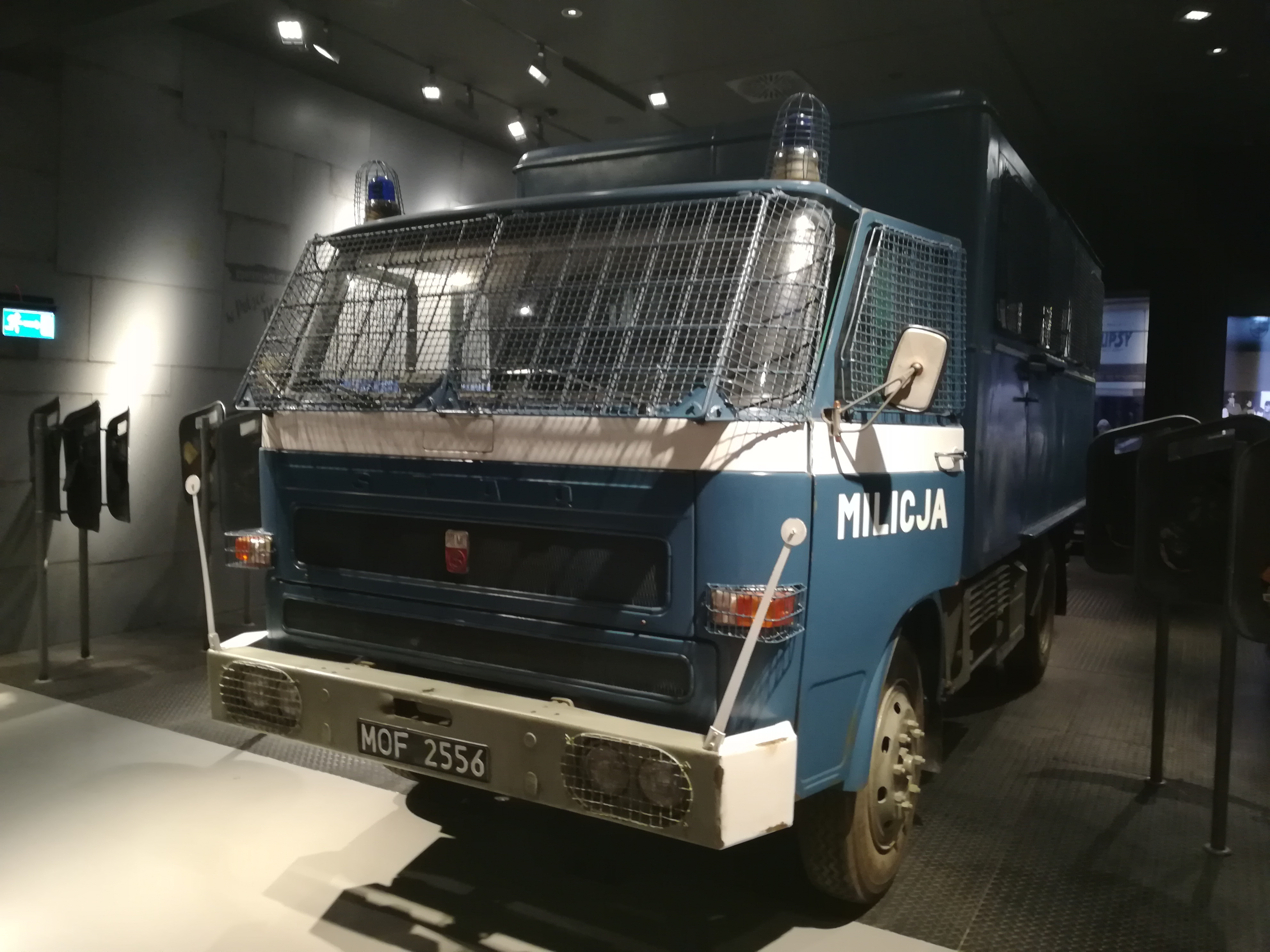
Milicyjny Star 200 w Europejskim Centrum Solidarności

Pierwsze prototypy samochodu Star 200 powstały na przełomie lat 1964-1965. Po raz pierwszy zostały pokazane publicznie w 1966 roku. Problemy z wdrożeniem produkcji (w centralnie zarządzanej gospodarce PRL notorycznie brakowało środków na inwestycje) spowodowały, że powstały modele przejściowe Star 28 (z silnikiem wysokoprężnym) i Star 29 (z silnikiem benzynowym) bazujące na układach napędowych z modeli Star 25 i Star 27. Wykorzystywano w nich niektóre podzespoły opracowane dla modelu Star 200 których produkcję już opanowano.
Nowa, wagonowa, zamocowana na stałe nad silnikiem, kabina kierowcy zapewniała w pierwszym okresie produkcji dobre warunki pracy kierowcy (w latach 80. standardem stawały się kabiny odchylane które wprowadzono dopiero w modelu Star 1142). Była bogato przeszklona, kierowca miał dobrą widoczność przez panoramiczną szybę przednią bez słupka środkowego. Kabina została zaprojektowana w kraju, ale skorzystano z pomocy francuskiej firmy Chausson przy opracowaniu oprzyrządowania i technologii produkcji seryjnej. Drzwi kabiny otwierane są do przodu, fotele kierowcy i pasażera mają regulację ustawienia wzdłużnego (bez amortyzacji). Kabinę wyposażono w urządzenia grzewczo-wentylacyjne i była ona lepiej wyciszona. Skrzynia ładunkowa była stalowa z drewnianą podłogą, można w niej było przewozić ładunki o masie do 6000 kg. Masa własna samochodu wynosi 4200 kg. Star 200 może holować przyczepę o masie całkowitej do 8500 kg. 6-cylindrowy rzędowy silnik typu StarS359 (w późniejszych wersjach zmodernizowany silnik Star S359M, wysokoprężny wolnossący z wtryskiem bezpośrednim dopracowany we współpracy z austriackim instytutem AVL. Kadłub silnika początkowo odlewany był z aluminium (dostawca z Węgier), w późniejszym etapie stosowano kadłuby odlewane z żeliwa w kraju (niestety dużo cięższe choć trwalsze). Kuty wał korbowy osadzony jest w 7 łożyskach, w aluminiowych tłokach znajdują się wewnętrzne toroidalne wirowe komory spalania, a głowica silnika składa się z trzech segmentów dwucylindrowych, wykonanych z żeliwa specjalnego. Nową pompę paliwową i wtryskiwacze dostarczała WSK Mielec. Niekiedy wyposażano Stara 200 również w silnik SW-400 (tzw. mały Leyland) o pojemności 6540 cm³ mocy 125 KM, który był produkowany w zakładach Andorii na licencji angielskiej firmy Leyland Motors. Silnik ten był nieco słabszy od S359, lecz zyskiwał popularność dzięki większej trwałości i mniejszemu zużyciu paliwa oraz cichszej pracy. Wskaźnik mocy w stosunku do całkowitego ciężaru pojazdu — 14,1 KM/tonę — odpowiadał ówczesnym konstrukcjom samochodów ciężarowych. Skrzynia biegów produkcji FPS Tczew na licencji niemieckiej firmy ZF typ: AK5 - 45, ma 5 niesynchronizowanych (w późniejszych latach w skrzyni biegów S5-45 - synchronizowanych) przełożeń do jazdy w przód, plus bieg wsteczny. Nowy most napędowy jednostopniowy produkcji FSC Star. W samochodzie zastosowano hamulce hydrauliczne bębnowe na obydwu osiach, dwuobwodowe, ze wspomaganiem pneumatycznym.
Nowoczesna instalacja pneumatyczna bazowała na elementach produkowanych przez Polmo Praszka na licencji firmy Westinghouse.
Przełomem było zastosowanie poliamidowych przewodów pneumatycznych w miejsce stalowych (często rdzewiejących i pękających) stosowanych w poprzednich modelach. Zawieszenie wozu, oprócz wzdłużnych resorów piórowych półeliptycznych, składało się z dodatkowych amortyzatorów gumowych, a na osi przedniej również amortyzatorów teleskopowych FA Krosno produkowanych na licencji Armstrong. Star 200 zużywał normatywnie ok. 19 l oleju napędowego na 100 km. Produkcja samochodów Star odbywała się na unowocześnionych maszynach, sprowadzanych m.in. z Włoch. Na modernizację całej starachowickiej FSC przeznaczono pokaźne sumy. Star 200 był więc wytwarzany wielkoseryjnie (jak na ciężarówki) i nowoczesnymi metodami. Powstała również odmiana z napędem na 4 koła (Star 244), a silnik oraz zmodernizowana (zsynchronizowana) skrzynia biegów zostały z powodzeniem wykorzystane przy konstrukcji nowoczesnego wojskowego samochodu terenowego (Star 266).
Od 1986 ruszyła produkcja bardzo głęboko zmodernizowanego modelu Star 1142, mimo to Star 200 był produkowany jeszcze przez osiem lat, będąc już wtedy konstrukcją przestarzałą.
O popularności (poza brakiem realnej konkurencji w PRL) zadecydowały:
- bezproblemowy, naturalny rozruch silnika w warunkach zimowych dzięki zastosowaniu świecy płomieniowej w kolektorze dolotowym i dopracowaniu we współpracy z austriackim instytutem AVL komór spalania i układu wtrysku paliwa silnika S359
- niskie jednostkowe zużycie paliwa z uwagi na zastosowany silnik wysokoprężny z wtryskiem bezpośrednim,
- wysoki wskaźnik mocy jednostkowej zapewniający dobrą dynamikę,
- dość dobre parametry trakcyjne podczas ciągnięcia przyczepy z ładunkiem,
- łatwość zabudowy nadwozi specjalistycznych (dźwigi, wozy pożarnicze, leśne).

Wady samochodu wynikały z ówczesnych ograniczeń i "wąskich gardeł" dostawców podzespołów a były nimi w szczególności:
- niesynchronizowana początkowo skrzynia biegów,
- hałaśliwa praca silnika (głośny rozrząd) z bezpośrednim wtryskiem paliwa, słabo wygłuszana przez otwieraną pokrywę silnika w kabinie,
- spore opory na kole kierownicy w wersjach bez wspomagania układu kierowniczego (produkcja przekładni kierowniczych ze wspomaganiem była jednym z "wąskich gardeł" przemysłu motoryzacyjnego PRL), pedałach sprzęgła i hamulca,
- niespełnianie aktualnych norm czystości spalin,
- niska odporność kabin na korozję,
- utrudniony dostęp do silnika poprzez otwierany tunel w kabinie, który dodatkowo uniemożliwiał swobodne poruszanie się w jej wnętrzu.

Star 200 stanowił w latach 70. duży skok jakościowy w stosunku do poprzedników, kultura pracy silnika S359 znacznie przewyższała poprzednie jednostki wysokoprężne Star.

## Modernizacja i rozwój konstrukcji
Star 200 przechodził w okresie produkcji modernizacje wynikające z doświadczeń eksploatacyjnych m.in. przekonstruowano/wzmocniono łożyskowanie wałka atakującego mechanizmu różnicowego, oraz cały szereg zmian polegających na wprowadzaniu elementów z przygotowywanego do produkcji jego następcy - modelu Star 1142, m.in. w 1986 zmodyfikowano przód kabiny (osłony silnika), wprowadzono głębiej przetłoczony dach kabiny, nowe osłony kół przednich z błotnikami, w 1982 roku skrócone drzwi kabiny z nowymi uszczelkami i niżej umieszczonymi klamkami zewnętrznymi (pochodzącymi z Polskiego Fiata 126) oraz nowymi panoramicznymi lusterkami zewnętrznymi, wprowadzono nowy zespół zegarów, nowe fotele i wykonane z tworzyw sztucznych (zamiast stosowanej wcześniej płyty pilśniowej)czarne obicia wnętrza kabiny i antypoślizgowe wykładziny podłogi w kolorze czarnym.
Również w 1982r. prowadzono 3 zamiast 2-ch ramion wycieraczek co znacznie powiększyło oczyszczaną przez nie powierzchnię szyby oraz zlikwidowano klapkę osłaniającą wlew płynu do chłodnicy, usunięto archaiczne wloty powietrza ponad szybą przednią.
Unowocześniono okablowanie i układ elektryczny (bazując na technologiach z FSO Polonez ale w wersji 24 V)  i pneumatyczny (trzy osobne zbiorniki sprężonego powietrza zamiast jednego wielokomorowego. Przeprojektowano mocowanie zbiornika paliwa zmniejszając jego masę i eliminując problem korozji zbiornika często pojawiający się w starym rozwiązaniu.
Analogicznie do modelu Star 1142 zmieniono stosowane dotychczas rozwiązanie podłożnic ramy podwozia o zmiennej wysokości profilu "C" na o jednakowej wysokości na całej długości.
W wersji Star 200 o wydłużonym do 3900 mm rozstawie osi tzw Star 200L zastosowano skrzynię ładunkowa o lżejszych burtach i wyjmowanych słupkach jak również boczne mocowanie koła zapasowego pochodzące z modelu 1142.

## Eksploatacja
Zapotrzebowanie części firm transportowych powoduje, że wykorzystując części zamienne i podzespoły wykonane samodzielnie Stary 200 i 266 przechodzą remonty generalne wykonywane przez kilka firm ze Starachowic lub okolicy. Największe z nich wykonują nawet 200 odbudów rocznie. Część tak powstałych samochodów jest nawet eksportowana.
Dla Wojska Polskiego dostarczono 5012 samochodów Star 200. 